# Gasthof zum Falken (Mainbernheim)

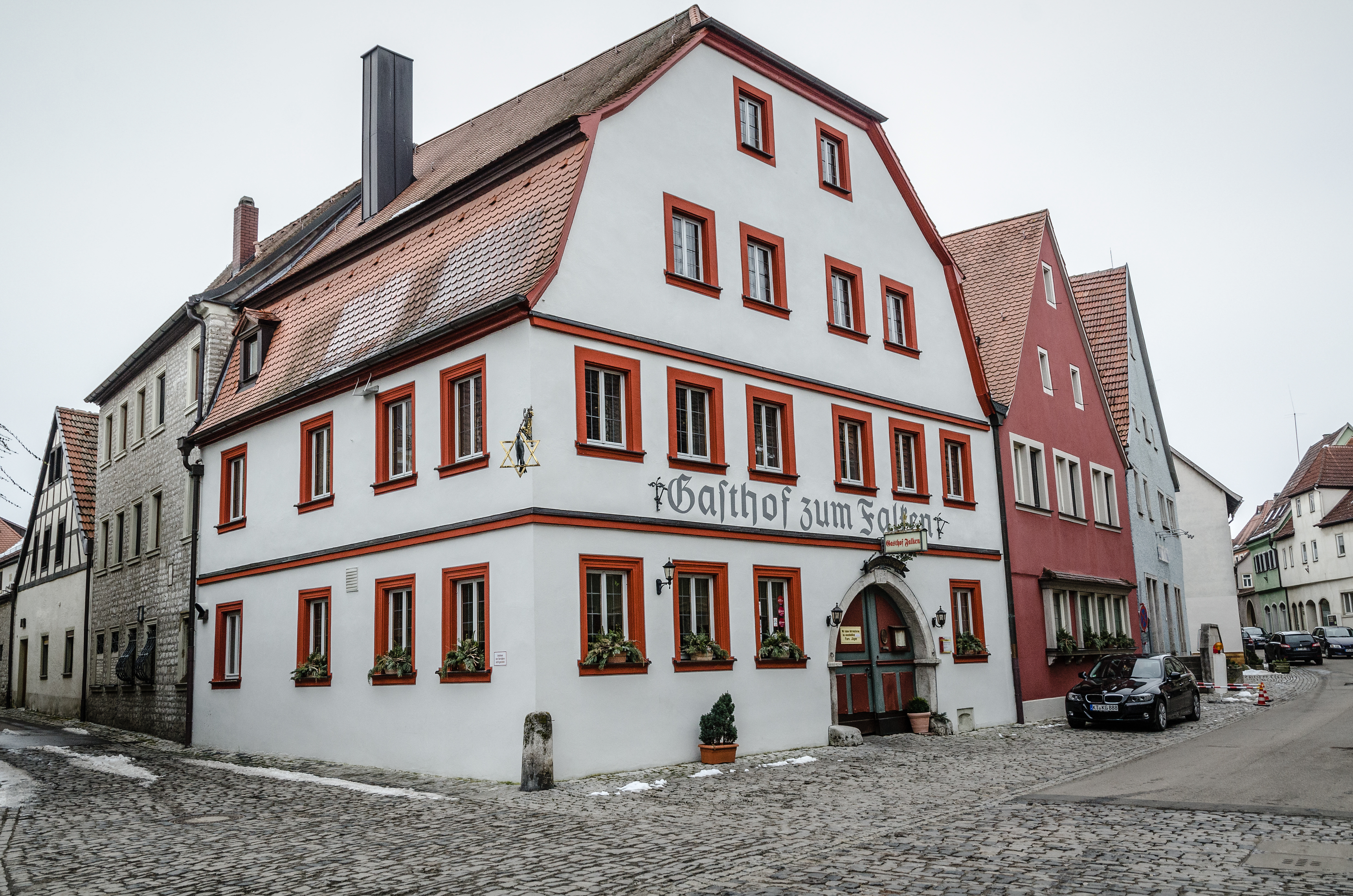
Gasthof zum Falken

Der Gasthof zum Falken in der Herrnstraße 27 in Mainbernheim ist ein Baudenkmal.

## Geschichte
Der Gasthof wurde im Jahr 1819 fertiggestellt; gebaut wurde das Anwesen, das an der Handelsroute von Würzburg nach Regensburg lag, jedoch schon ab dem Ende des 17. Jahrhunderts.
Die Gaststuben wurden seit ihrer Fertigstellung nicht mehr umgestaltet, sondern nur bei Bedarf restauriert. Der Saal im ersten Obergeschoss mit Empore und einer Raumhöhe von sieben Metern wurde 1902 renoviert.

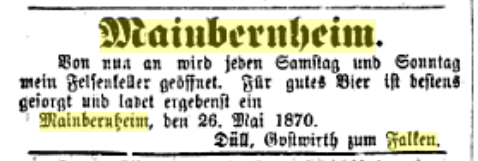
Annonce vom 26. Mai 1870

Ein Stern auf dem schmiedeeisernen Ausleger mit dem Falken weist auf das einstige Braurecht des Gasthofs hin. Gebraut wurde bis 1957. Seit 1870 ist der Gasthof im Besitz der Familie Jaeger; der Vorbesitzer hieß Düll. Das Haus ist ein Teil des Ensembles Altstadt Mainbernheim.